# چگردک
چِگِردَک، شهری در بخش جلگه چاه هاشم شهرستان دلگان در استان سیستان و بلوچستان ایران است. این شهر، مرکز بخش جلگه چاه هاشم است.

## وجه تسمیه
چگردک که همان چگرد است، نام گونه‌ای از درختان جنگلی است که در جنوب ایران و به ویژه در بلوچستان در چابهار دیده می‌شود. نام‌های دیگر آن «طلح» و «سیال» و «ببله» است.

## جمعیت
بر پایه سرشماری عمومی نفوس و مسکن در سال ۱۳۹۵، جمعیت شهر چگردک برابر با ۲٬۷۴۲ نفر (۶۵۸ خانوار) بوده‌است.

## آثار تاریخی
گورستان چگردک و گورستان اسپیدژ دارای آثار باستانی است که حفر غیرمجاز به‌طور گسترده‌ای در آن ادامه دارد و باعث از میان رفتن پیشینه تاریخی منطقه شده‌است.